# Lillet

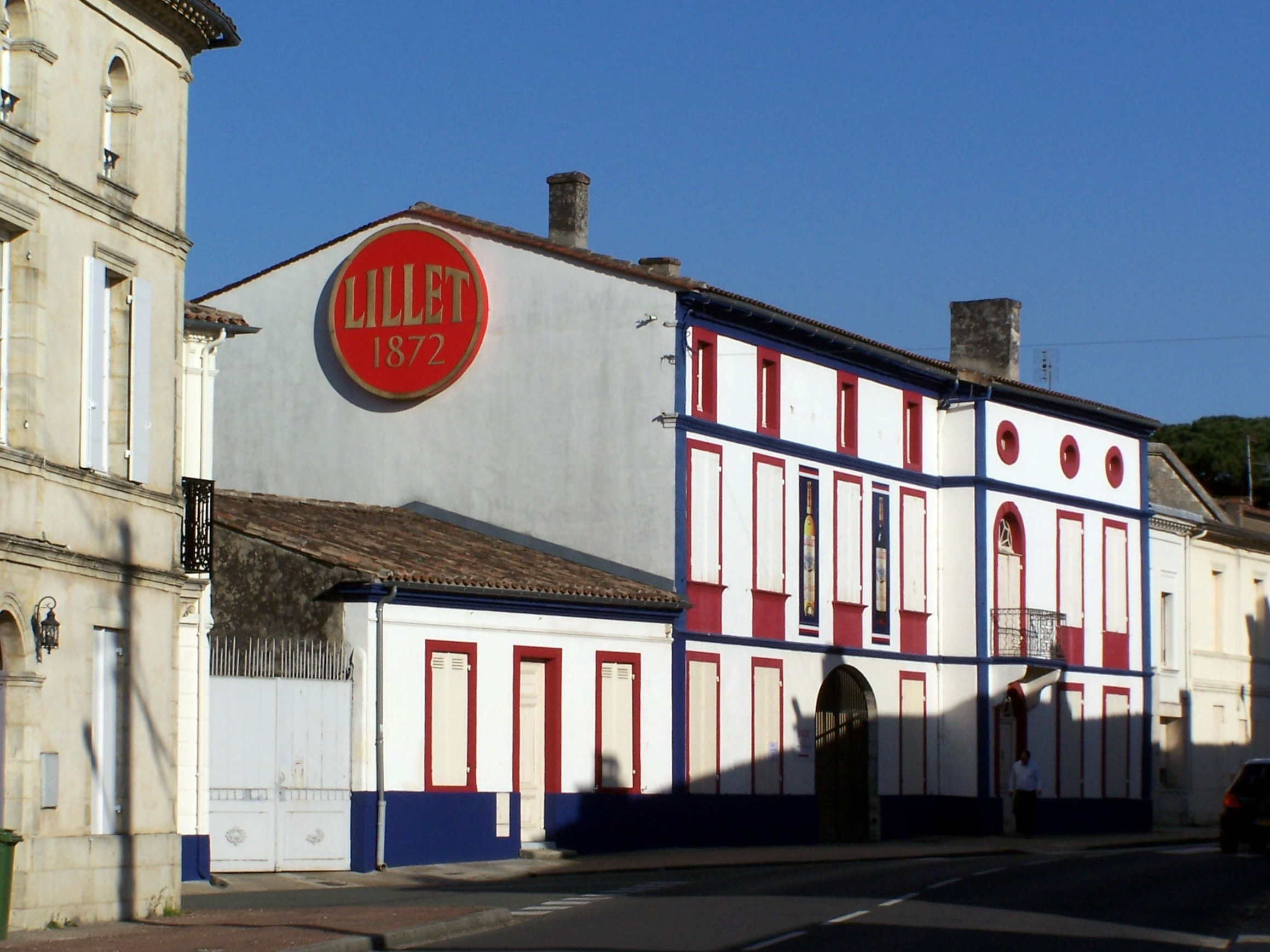
Le siège de l'entreprise à Podensac.

Lillet est un apéritif à base de vin produit à Podensac, près de Bordeaux. Il est à base de 85 % de vins, 15 % de liqueurs de fruits et du quinquina. Les liqueurs de fruits sont obtenues en laissant macérer pendant plusieurs semaines dans de l'alcool des écorces de fruits, comme l'orange douce (Maroc, Espagne) et l'orange amère (Haïti, Pérou). Il est élevé de manière traditionnelle en fûts de chêne. La marque appartient au groupe Pernod Ricard.

## Histoire
La société Lillet Frères (Paul (1839-1901) et Raymond (1845-1910), liquoristes et négociants en vins et spiritueux) a été fondée vers 1872 à Podensac, en Gironde. Le Lillet blanc naît en 1887. L'idée d'associer des vins de Bordeaux et plantes ou fruits exotiques vient du Père Kermann, médecin parti au Brésil sous Louis XVI et revenu s'installer à Bordeaux, où il produit des liqueurs et des fortifiants, principalement à base de quinquina. Bordeaux est alors un des principaux lieux de négoce du vin et le principal port français vers les Antilles.
Avec leur produit phare, le Kina Lillet, un apéritif au goût amer, à base de vin blanc infusé d’écorce de quinquina et de plantes aromatiques, la marque se développe rapidement en France et dans les grandes villes européennes après la Première Guerre mondiale, pendant les Années folles.
En 1946, Lillet s'introduit aux États-Unis grâce au négociant new-yorkais Michel Dreyfus. Le marché américain adopte Lillet dans les années 1950 comme le drink « branché » de New York. Dans les années 1960, la marque remporte un grand succès grâce à des campagnes de publicité dans la presse et à la radio. La référence Lillet rouge est d’ailleurs développée par Pierre Lillet en 1962 spécialement pour les États-Unis.
En 1950, la duchesse de Windsor, grande amatrice de Lillet, l'introduit dans la haute société, notamment chez Fauchon, puis dans certains grands hôtels parisiens comme le Georges V ou le Ritz. Par la suite, Lillet s'implante sur la Côte d'Azur afin de répondre à la demande américaine.
En 1985, la famille Lillet cède l'entreprise à Bruno Borie. Puis, en 2008, elle est ensuite vendue à Ricard (filiale du groupe Pernod Ricard). La diffusion du Lillet connaît une constante évolution (trois millions de bouteilles vendues en 2015).
Dans le roman Le Silence des agneaux (1988), Hannibal Lecter boit du « Lillet avec une rondelle d'orange et de la glace » qu'il servira plus tard à Clarice Starling.
En 2008, la Maison Lillet a été rachetée par le groupe Pernod Ricard.

## Ventes
En 2024, quinze millions de bouteilles ont été vendues ; la consommation s'effectue principalement en Allemagne (7,5 millions de litres, essentiellement de Lillet blanc), en Autriche (919 000 litres), En France 774 000 litres, puis aux États-Unis et en Suisse.

## Dégustation
Lillet est d’abord un vin d’apéritif. Il se conserve au réfrigérateur et se sert très frais entre 6 et 8 °C. Les Français ont l'habitude de le consommer sur de la glace avec une tranche d’orange, de citron ou de citron vert.
Aux États-Unis, il est plutôt connu et apprécié en cocktail. Il existe par exemple le Lillet mojito qui se compose de : 1 volume de Lillet blanc, 3 branches de feuilles de menthe verte, sucre de canne, jus de citron ou de citron vert. D'autres cocktails sont également célèbres auprès des barmen professionnels : le 20th Century ou l’Old Etonian. Leurs recettes sont reprises par de nombreux sites de cocktails.
Le plus connu de tous les cocktails à base de Lillet est le Vesper : Dans Casino Royale et Quantum of Solace, James Bond invente et commande un « Kina Lillet Martini », cocktail qu’il nomme « Vesper » et qui reprend, à la virgule près, la recette écrite par Ian Fleming dans Casino Royale (1953), roman d'où est tiré le film. Il demande au barman : « 3 doses de Gordon, 1 de vodka, 1/2 de Kina Lillet ».